# タグランダン島
タグランダン島 （インドネシア語: Pulau Tagulandang）はインドネシアのスラウェシ島ミナハサ半島の先端の沖に浮かぶ島。タフランダン島（tahulandang）とも呼ばれる。
スラウェシ島の北端から北北西に80kmほどの位置にあり、スラウェシ島との間にはビアロ島やバンカ島（Pulau Bangka）、タリセイ島（Pulau Talisei）などが存在する。27kmほど北にシアウ島が存在する。
北スラウェシ州のシアウ・タグランダン・ビアロ県に属しており、2010年の統計によると人口は19,795人であった。